# Мармозетка на Хершковиц
Мармозетката на Хершковиц още арипуанайска мармозетка (Mico intermedia) е вид бозайник от семейство Остроноктести маймуни (Callitrichidae).

## Разпространение и местообитание
Разпространен е в Бразилия.